# コンテンツ連動型広告
コンテンツ連動型広告 (コンテンツれんどうがたこうこく、英: contextual advertising)とは、インターネット広告の広告掲載手法。サービス提供事業者が発行する広告タグを掲載することでそのウェブサイト内にどんなキーワードがあるのか、またどんなキーワードが好ましいのかを自動抽出する。ユーザーが見ているサイトの内容に沿って、表示する広告は自動化されたシステムが選択して提供される。 そのサイトにあった広告を掲出する事でユーザーの嗜好とメディアの指向とがマッチングした広告となる。行動ターゲティング広告を併用している場合もある。

## 使用方法
コンテンツ連動型広告システムは、ウェブサイト内にどんなキーワードがあるのかを自動抽出して、ウェブページにあった広告を表示する。 広告は、ポップアップ広告の形式であることもある。たとえば、ユーザーがスポーツに関連するウェブサイトを表示していて、そのウェブサイトがコンテンツ連動型広告を使用している場合、ユーザーは記念品の販売やチケット販売業者などのスポーツ関連企業の広告を見ることになる。コンテンツ連動型広告は、検索エンジンでも使用され、ユーザーの検索キーワードに基づいて検索結果ページに広告を表示する。
コンテンツ連動型広告は、広告のコンテンツがユーザーが表示しているウェブページのコンテンツと直接相関しているターゲット広告の形式である。コンテンツ連動型広告の例としては、ヨーロッパ旅行に関するウェブサイトに表示される、イタリア行きのフライトの特別価格を提供する広告である。
それとは別に、訪問者が通過時間内に広告をクリックしなかった場合（ユーザーが広告をクリックしなければならない最小時間）、広告は自動的に次の関連広告に変更される。前の広告に戻るためのボタンも表示されるので、ユーザーがそれを選択すると前の広告を表示させることもできる。
コンテンツ連動型広告は、従来の広告と比べるとユーザーの邪魔にならないため、ユーザーにより効果的に影響を与えることができる。ユーザーが関心がある内容が表示されるため、レスポンスを受ける可能性が高くなる。 

## サービス提供事業者
Google AdSenseは、最初の主要なコンテンツ連動型広告ネットワークだった。広告を表示するためのJavaScriptコードをウェブマスターに提供してウェブページに埋め込むと、広告主のGoogleから関連する広告が配信される。広告とサイトの関連性の評価は、ウェブページのコンテンツにインデックスを付ける別のGooglebotが行う。最近のテクノロジーでは、サービス提供事業者は、言語に依存しない近接パターンマッチングアルゴリズムを使用してマッチングの精度を高める、より洗練されたシステムを備えている。 
Media.netは、GoogleAdSenseと競合するもう1つの大手コンテンツ連動型広告ネットワークである。 

## 影響
コンテンツ連動型広告は、多くのウェブサイトの収益に大きな影響を与えている。よりターゲットを絞って広告はを配信しているため、クリックされる可能性が高く、ウェブサイトの所有者（および広告提供者）に収益をもたらす。
コンテンツ連動型広告は、サードパーティハイパーリンクなどの手法で論争を呼んでいる。サードパーティハイパーリンクでは、ユーザーのコンピュータにウェブブラウザのアドオンとなるソフトウェアをインストールさせ、ウェブブラウザとソフトウェアが対話できるようにする。 すると、ブラウザでウェブページ上に表示される特定のキーワードが、広告主が誘導したい誘導先へのハイパーリンクとして表示されるようになる。
ブランドを守り毀損しないことを重視している広告主とマーケティング担当者にとって、コンテンツ連動型広告はブランドの価値を保護する役割を果たす。 ブランドのポジショニングとコンテンツ連動型広告は、ユーザーの認識と直接相関しているため、マーケティング担当者は適切なコンテキストを選択することで、ブランドを保護することの検討が重要となる。

## 代理店の役割
コンテンツ連動型広告の選択肢が広告プランにどのように影響するかは、広告代理店が提案をしてくれることがある。オンライン広告には3つの主要な要素がある。 
1. 作成—広告はどのように見えるか
2. メディアプランニング—広告が掲載される場所。 「プレースメント」とも呼ばれる
3. メディア購入—広告の支払い方法

コンテンツ連動型広告は、メディアプランニングの部分を自動化する。人間が広告を配置する場所を選ぶ代わりに、自動化されたシステムにより、何千ものウェブサイトの中から適切な場所を選択することが容易になる。

## 参考資料
- Ferguson. “A Battle Is Brewing Over Online Behavioral Advertising”.   www.eweek.com. 2008年10月20日閲覧。
- Ostrow. “When Contextual Advertising Goes Horribly Wrong - Mashable”.   mashable.com. 2008年10月20日閲覧。
- “FTC Staff Proposes Online Behavioral Advertising Privacy Principles”.   www.ftc.gov. 2008年10月20日閲覧。
- Kenny, D.; Marshall, J. (November–December 2000). “Contextual Marketing: The Real Business of the Internet”. Harvard Business Review 2008年7月22日閲覧。.
- Revesencio, Jonha (2015年4月9日). “CRM Retargeting: How It Works and Everything You Need to Know Before Using It - Huffington Post”. huffingtonpost.com 2015年4月9日閲覧。